# Adalberto II di Ballenstedt
Adalberto II di Ballenstedt (1030 circa – 1076/1083) fu graf (conte) in Sassonia e vogt dell'abbazia di Nienburg. Fu anche uno dei primi membri della dinastia ascanide.

## Biografia
Adelberto, menzionato per la prima volta in un atto del 1033, nacque nel castello di Ballenstedt nello Schwabengau sassone, figlio del conte Esico di Ballenstedt († 1060 circa) e sua moglie Matilda, probabilmente da identificare con la figlia del duca Ermanno II di Svevia Matilde. Intorno al 1068 sposò Adelaide di Weimar-Orlamünde, figlia del margravio Ottone I di Meißen della stirpe dei Weimar e della moglie Adela di Lovanio. Essi ebbero due figli:
- Ottone il Ricco (1070 circa - 1123), conte di Ballenstedt[1];
- Sigfrido (1075 circa - 1113), conte di Weimar-Orlamünde, conte palatino del Reno dal 1095-1097[1].

Adalberto fu l'erede di estesi possedimenti e, grazie ad essi, divenne uno dei principali nobili sassoni. Nel 1069 fu nominato conte nel Nordthüringgau, poi anche nella marca orientale sassone. Secondo il cronista Lamberto di Hersfeld, Adalberto sostenne il margravio Dedi I nel suo conflitto del 1069 con il re Enrico IV di Franconia. Dedi, appartenente alla dinastia Wettin, aveva sposato la suocera di Adalberto, Adela di Lovanio, vedova dal 1067, e rivendicava i possedimenti della Turingia del suo defunto marito, il margravio Ottone I di Meißen. La loro rivolta trovò scarso sostegno; entrambi dovettero arrendersi in breve tempo e furono perdonati nel 1070, ma Adalberto, tuttavia, rimase un feroce oppositore del re.
Dal 1072 in poi partecipò alla ribellione sassone guidata dal conte Ottone di Northeim e dal vescovo Bucardo II di Halberstadt, per la quale fu arrestato dopo la vittoria di re Enrico nella battaglia di Langensalza del 1075. Anche dopo il suo rilascio, circa due anni dopo, sostenne l'anti-re tedesco Rodolfo di Rheinfelden fino a quando non fu ucciso, forse in una faida, a Westdorf vicino ad Aschersleben dal nobile sassone Egeno II di Konradsburg.
La vedova di Adalberto, Adelaide, si risposò con il conte palatino Ermanno II di Lotaringia della dinastia Azzonide e successivamente si risposò ancora con il conte palatino Enrico II di Laach della casata di Lussemburgo, le quali proprietà, alla sua morte, andarono al figliastro (figlio di Adalberto II e di Adelaide) Sigfrido.

## La leggenda
La croce di pietra di Westdorf ricorda con una leggenda l'uccisione di Adalberto:
(Otto Heinemann: Albrecht der Bär: Eine quellenmässige Darstellung seines Lebens. Verlag von Gustav Georg Lange, 1864. S. 20ff.)
La faida durò più di 40 anni e continuò per oltre 20 anni dopo la morte di Adelaide.

## Ascendenza
|                             |                     |                         | Genitori               |  |  | Nonni |  |  | Bisnonni |  |  | Trisnonni |  |
|                             |                     |                         |                        |  |  |       |  |  | …        |  |  | …         |  |
|                             |                     |                         |                        |  |  |       |  |  | …        |  |  | …         |  |
|                             |                     | …                       |                        |  |  |       |  |  | …        |  |  |           |  |
| …                           |                     |                         |                        |  |  |       |  |  | …        |  |  |           |  |
|                             |                     | …                       | …                      |  |  |       |  |  |          |  |  |           |  |
|                             |                     | …                       | …                      |  |  |       |  |  |          |  |  |           |  |
|                             |                     | …                       | …                      |  |  |       |  |  |          |  |  |           |  |
| Esico di Ballenstedt        |                     | …                       |                        |  |  |       |  |  |          |  |  |           |  |
|                             |                     | …                       | …                      |  |  |       |  |  |          |  |  |           |  |
|                             |                     | …                       | …                      |  |  |       |  |  |          |  |  |           |  |
|                             |                     | …                       | …                      |  |  |       |  |  |          |  |  |           |  |
| …                           |                     | …                       |                        |  |  |       |  |  |          |  |  |           |  |
|                             |                     | …                       | …                      |  |  |       |  |  |          |  |  |           |  |
|                             |                     | …                       | …                      |  |  |       |  |  |          |  |  |           |  |
|                             |                     | …                       | …                      |  |  |       |  |  |          |  |  |           |  |
| Adalberto II di Ballenstedt |                     | …                       |                        |  |  |       |  |  |          |  |  |           |  |
|                             | Corrado I di Svevia | …                       |                        |  |  |       |  |  |          |  |  |           |  |
|                             | Corrado I di Svevia | …                       |                        |  |  |       |  |  |          |  |  |           |  |
|                             | Corrado I di Svevia | …                       |                        |  |  |       |  |  |          |  |  |           |  |
| Ermanno II di Svevia        | Corrado I di Svevia |                         |                        |  |  |       |  |  |          |  |  |           |  |
|                             |                     | …                       | …                      |  |  |       |  |  |          |  |  |           |  |
|                             |                     | …                       | …                      |  |  |       |  |  |          |  |  |           |  |
|                             |                     | …                       | …                      |  |  |       |  |  |          |  |  |           |  |
| Matilde di Svevia           |                     | …                       |                        |  |  |       |  |  |          |  |  |           |  |
|                             |                     | Corrado III di Borgogna | Rodolfo II di Borgogna |  |  |       |  |  |          |  |  |           |  |
|                             |                     | Corrado III di Borgogna | Rodolfo II di Borgogna |  |  |       |  |  |          |  |  |           |  |
|                             |                     | Corrado III di Borgogna | Berta di Svevia        |  |  |       |  |  |          |  |  |           |  |
| Gerberga di Borgogna        |                     | Corrado III di Borgogna |                        |  |  |       |  |  |          |  |  |           |  |
|                             |                     | Matilde di Francia      | Luigi IV di Francia    |  |  |       |  |  |          |  |  |           |  |
|                             |                     | Matilde di Francia      | Luigi IV di Francia    |  |  |       |  |  |          |  |  |           |  |
|                             |                     | Matilde di Francia      | Gerberga di Sassonia   |  |  |       |  |  |          |  |  |           |  |
|                             |                     | Matilde di Francia      |                        |  |  |       |  |  |          |  |  |           |  |